# Justyna Święty-Ersetic
Justyna Święty-Ersetic (Racibórz, 3 december 1992) is een Poolse atlete, die zich heeft gespecialiseerd in de lange sprint: de 400 m. Op dit onderdeel behaalde zij verschillende successen, waaronder een twaalftal nationale titels en eenmaal zelfs een Europese titel. Haar meeste successen boekte zij echter als lid van de Poolse ploeg op de  4 × 400 m estafette, waarin zij vaak als laatste loopster werd ingezet. Talloze medailles veroverde zij op dit onderdeel, waaronder driemaal Europees goud. Driemaal nam ze ook deel aan de Olympische Spelen en dat leverde haar op de Spelen van Tokio in 2021 goud op de 4 × 400 m gemengde estafette en zilver op de 4 × 400 m estafette op.

## Loopbaan

### Internationale ervaringen als junior
Święty nam voor het eerst op zestienjarige leeftijd deel aan een internationaal kampioenschap, de wereldkampioenschappen voor junioren tot achttien jaar (U18) van 2009 in het Italiaanse Brixen. Ze maakte daar deel uit van het Poolse team op de Zweedse estafette, dat zesde werd. Het jaar erna was zij eveneens present op de WK voor U20-junioren in Moncton, Canada en opnieuw als lid van de estafetteploeg, maar ditmaal op de reguliere 4 × 400 m. Ze liep hier alleen in de series; in de finale eindigde het Poolse team als achtste.
Het grootste succes in haar tijd als junior boekte Święty vervolgens in 2011 op de EK U20 in Tallinn, waar zij als lid van het 4 × 400 meterteam de zilveren medaille veroverde.

### Eerste nationale titels en olympisch debuut
In 2012 behaalde Święty haar eerste successen bij de senioren. Aanvankelijk alleen in eigen land, waar zij op de 400 m haar eerste van in totaal negen indoortitels veroverde, in het buitenseizoen gevolgd door een nationale titel op de 4 × 400 m. Hierna werd zij op dit estafetteonderdeel ook voluit ingezet op de internationale toernooien, te beginnen bij de EK in Helsinki, waar het Poolse team achtste werd. Vervolgens debuteerde zij de Olympische Spelen in Londen; daar kwam het estafetteteam niet verder dan de series.
In 2013 veroverde zij haar eerste internationale medailles. Op de EK U23 in Tampere liep zij eerst op de individuele 400 m naar het brons in 52,22 s, een PR, om vervolgens op de 4 × 400 m samen met Magdalena Gorzkowska, Małgorzata Hołub en Agnieszka Karczmarczyk op de 4 × 400 m naar het goud te snellen in 3.29,74. Een maand later was de Poolse estafetteploeg op de WK in Moskou in de samenstelling Małgorzata Hołub, Patrycja Wyciszkiewicz, Iga Baumgart en Justyna Święty in haar serie met 3.29,75 praktisch even snel als in Tampere, maar in Moskou haalden ze er de finale niet mee.

### Ups en downs met de estafetteploeg
In 2014 vond de WK indoor in eigen land, Sopot, plaats en daar was Święty vanzelfsprekend bij. Ze nam deel aan zowel de individuele 400 m als de 4 × 400 m estafette. Op het eerste onderdeel eindigde zij in 52,20 net buiten het podium, nadat zij eerder in de halve finale een PR-prestatie van 52,13 had neergezet. Op de estafette werd daarna het Poolse viertal in de opstelling Ewelina Ptak, Małgorzata Hołub, Patrycja Wyciszkiewicz en Justyna Święty aanvankelijk vijfde. Later werd echter de als vierde gefinishte Russische ploeg gediskwalificeerd wegens een overtreding van de dopingregels en schoof hierdoor het Poolse viertal op naar die vierde plaats. De volgende uitdaging voor de Poolse estafettevrouwen vormden de World Athletics Relays op de Bahamas, waar hetzelfde viertal als in Sopot vijfde werd in 3.27,37, exact dezelfde tijd als eerder in de series, terwijl daarin toch Joanna Linkiewicz had gelopen in plaats van Justyna Święty.
De Poolse estafettevrouwen leken een abonnement te hebben op de vijfde plaats, want dat werden zij vervolgens ook op de EK in Zürich, al waren Hołub, Wyciszkiewicz, Linkiewicz en Święty in 3.25,73 wel sneller dan op de Bahamas.
Op de EK indoor van 2015 in Praag leek de Poolse estafetteploeg af te rekenen met al die eerdere vijfde plaatsen door ditmaal brons te veroveren. Eindelijk een medaille! Het waren Joanna Linkiewicz, Małgorzata Hołub, Monika Szczęsna en Justyna Święty die hiervoor zorgden. Vooral voor Święty was het een opsteker, deze eerste medaille op een internationaal kampioenschapstoernooi, want eerder was zij op de individuele 400 m in de halve finale blijven steken. Bij de World Athletics Relays begin mei scoorde Święty met de Poolse estafetteploeg echter weer de zoveelste vijfde plaats. Uiteindelijk volgde op de Universiade in het Zuid-Koreaanse Gwangju het eerste grote succes met een overwinning in 3.31,98. Hetzelfde viertal als eerder dat jaar in Praag zorgde hiervoor. Kwalificeren voor de finale van de 4 × 400 m op de WK in Peking lukte deze vier echter weer niet. Ze werden kansloos zevende in hun serie.

### Privé
In september 2017 trouwde ze met de Poolse worstelaar Dawid Ersetic.

## Titels
- Olympisch kampioene 4 × 400 m gemengd - 2021
- Europees kampioene 400 m - 2018
- Europees kampioene 4 × 400 m - 2018
- Europees indoorkampioene 4 × 400 m - 2017, 2019
- Universitair kampioene 4 × 400 m - 2015, 2017
- Pools kampioene 400 m - 2013, 2016, 2020
- Pools kampioene 4 × 400 m - 2012
- Pools indoorkampioene 200 m - 2020
- Pools indoorkampioene 400 m - 2012, 2014, 2015, 2016, 2017, 2018, 2020, 2021, 2022
- Pools indoorkampioene 4 × 200 m - 2015, 2019, 2020
- Europees U23 kampioene 4 × 400 m - 2013

## Persoonlijke records
Outdoor
| Onderdeel    | Prestatie          | Datum            | Plaats      |
| ------------ | ------------------ | ---------------- | ----------- |
| 200 m        | 23,81 s (+0,4 m/s) | 31 augustus 2014 | Inowroclaw  |
| 300 m        | 36,50 s            | 20 juni 2019     | Ostrava     |
| 400 m        | 50,41 s            | 11 augustus 2018 | Berlijn     |
| 600 m        | 1.26,68 s          | 10 mei 2014      | Sosnowiec   |
| 800 m        | 2.04,78 s          | 26 mei 2012      | Gdansk      |
| 400 m horden | 1.02,44 s          | 5 juni 2010      | Czestochowa |

Indoor
| Onderdeel | Prestatie       | Datum            | Plaats |
| --------- | --------------- | ---------------- | ------ |
| 200 m     | 23,64 s         | 1 maart 2020     | Toruń  |
| 300 m     | 37,32 s         | 12 februari 2021 | Toruń  |
| 400 m     | 51,04 s (ex-NR) | 6 maart 2022     | Toruń  |
| 600 m     | 1.28,23 s       | 19 januari 2014  | Spała  |
| 800 m     | 2.14,83 s       | 29 januari 2011  | Spała  |

## Palmares

### 200 m
- 2020:  Poolse indoorkamp. - 23,64 s

### 400 m
- 2012:  Poolse indoorkamp. - 54,03 s
- 2013:  EK U23 in Tampere - 52,22 s
- 2013:  Poolse kamp. - 53,06 s
- 2014:  Poolse indoorkamp. - 53,01 s
- 2014: 4e WK indoor - 52,20 s (in serie 52,13 s)
- 2014: 6e in ½ fin. EK - 52,85 s (in serie 52,43 s)
- 2015:  Poolse indoorkamp. - 52,51 s
- 2015: 5e in ½ fin. EK indoor - 53,53 s
- 2016:  Poolse indoorkamp. - 52,30 s
- 2016: 5e WK indoor - 52,46 s
- 2016:  Poolse kamp. - 51,66 s
- 2016: 6e EK - 51,96 s
- 2017:  Poolse indoorkamp. - 52,09 s
- 2017:  EK indoor - 52,52 s
- 2018:  Poolse indoorkamp. - 52,11 s
- 2018: 4e WK indoor - 51,85 s
- 2018:  EK - 50,41 s
- 2018: 6e Wereldbeker in Ostrava - 51,64 s
- 2019: 6e EK indoor - 52,64 s
- 2019: 7e WK - 50,95 s
- 2020:  Poolse indoorkamp. - 53,09 s
- 2020:  Poolse kamp. - 51,44 s
- 2021:  Poolse indoorkamp. - 52,02 s
- 2021:  EK indoor - 51,41 s
- 2022:  Poolse indoorkamp. - 51,04 s
- 2022: 4e WK indoor - 51,40 s

### 4 × 200 m
- 2015:  Poolse indoorkamp. - 1.38,01
- 2019:  Poolse indoorkamp. - 1.36,65
- 2020:  Poolse indoorkamp. - 1.36,08

### 4 × 400 m
- 2010: 8e WK U20 - 3.42,70[2]
- 2011:  EK U20 - 3.35,35
- 2012:  Poolse kamp. - 3.35,97
- 2012: 8e EK - 3.30,17
- 2012: 5e in serie OS - 3.30,15
- 2013:  EK U23 - 3.29,74
- 2013: 3e in serie WK - 3.29,75
- 2014: 4e WK indoor - 3.29,89
- 2014: 5e World Athletics Relays - 3.27,37
- 2014: 5e EK - 3.25,73
- 2015:  EK indoor - 3.31,90
- 2015: 5e World Athletics Relays - 3.29,30
- 2015:  Universiade - 3.31,98
- 2015: 7e in serie WK - 3.32,83
- 2016:  WK indoor - 3.31,15
- 2016: 4e EK - 3.27,60
- 2016: 6e OS - 3.27,28
- 2017:  EK indoor - 3.29,94
- 2017:  World Athletics Relays - 3.28,28
- 2017:  Universiade - 3.26,75
- 2017:  WK - 3.25,41
- 2018:  WK indoor - 3.26,09
- 2018:  EK - 3.26,59
- 2019:  EK indoor - 3.28,77
- 2019:  World Athletics Relays - 3.27,49
- 2019:  WK - 3.21,89 (NR)
- 2021:  OS - 3.20,53 (NR)
- 2022:  WK indoor - 3.28,59
- 2022:  EK - 3.21,68
- 2024:  World Athletics Relays - 3.24,71
- 2024:  EK - 3.25,59[3]
- 2025:  WK - 3.32,05

### 4 × 400 m gemengd
- 2019: 5e WK - 3.12,33
- 2021:  OS - 3.09,87 (ER)
- 2022: 4e WK - 3.12,31

2020: Karol Zalewski, Natalia Kaczmarek, Justyna Święty-Ersetic, Kajetan Duszyński · 
2024: Eugene Omalla, Lieke Klaver, Isaya Klein Ikkink, Femke Bol